# Myotis californicus
Myotis californicus es una especie de murciélago de la familia Vespertilionidae.

## Distribución geográfica
Se encuentra en Canadá, Guatemala, México y  Estados Unidos.